# Ubang
L'ubang és una llengua que es parla al sud-est de Nigèria, a la LGA d'Obudu, a l'estat de Cross River.
L'ubang és una llengua de la família lingüística de les llengües bendi, que formen part de les llengües del riu Cross. Les altres llengües que formen part de la seva família lingüística són l'alege, el bekwarra, el bete-bendi, el bokyi, l'ukpe-bayobiri i l'utugwang-irungene-afrike, totes elles de Nigèria.

## Ús
L'ubang és una llengua vigorosa (6a). Tot i que no està estandarditzada, és utilitzada per gent de totes les edats.

## Població i religió
El 65% dels 4.900 parlants d'ubang són cristians. D'aquests, el 40% són protestants, el 30% són catòlics i el 30% segueixen esglésies cristianes independents. El 35% restant creuen en religions tradicionals africanes.